# 濱野大輝
濱野 大輝（はまの だいき、1989年3月30日 - ）は、日本の男性声優。東京都出身。アーツビジョン所属。

## 来歴
大学時代、好きな海外俳優の吹き替えをやりたいと思ったことをきっかけに声優という職業に興味を持ち、志した。
茗溪学園中学校卒業。中学時代にはラグビー部に所属し、ハーフバックとウィングを担当していた。高校3年間はシドニーに海外留学している。
勝田声優学院、日本ナレーション演技研究所卒業後、2013年にアーツビジョン所属し、デビュー。以降は女性向けボイスドラマや海外作品吹き替えを中心に、アニメやゲーム作品にも出演する。2021年放送のテレビアニメ『SSSS.DYNAZENON』では主人公のガウマ役を担当し、初めてオーディションを通過した上でのアニメ出演を果たす。

## 人物・エピソード
趣味・特技は英会話、スポーツ観戦、フットサル、映画鑑賞、音楽鑑賞。
学生の頃に、友人とサークルでバンドをしたこともあり、その時はヴォーカルであった。
尊敬する人物はエリック・クラプトン。先人をリスペクトしつつ、常に愛される作品を生み出す姿勢に憧れるとのこと。
スーパー戦隊シリーズは『恐竜戦隊ジュウレンジャー』、『五星戦隊ダイレンジャー』、『忍者戦隊カクレンジャー』と観続けていたという。
既婚者であり、2014年10月には第一子が誕生している。

## 出演
太字はメインキャラクター。

### テレビアニメ
2014年
- アカメが斬る!（伝令兵）
- 悪魔のリドル（数学教師）
- 金田一少年の事件簿R（管制塔職員）
- グリザイアシリーズ（2014年 - 2015年、隊員、敵1） - 2シリーズ
- ソードアート・オンラインII（プレイヤー）
- とある飛空士への恋歌（通信兵、騎士団員、参謀A、伝令、イスラ兵B）
- DRAMAtical Murder（ワルガキB）
- 棺姫のチャイカ（御者、衛兵）
- 魔法科高校の劣等生（九高選手）
- 蟲師 続章（想い人）
- 名探偵コナン（2014年 - 2025年、菊池、帽子の男、倉島雄也）
- 遊☆戯☆王ARC-V（霧隠塾長、山部、ナイト・オブ・デュエルズ〈Carl〉、オベリスク・フォース、デイモン・ロペス 他）

2015年
- 暁のヨナ（ムア）
- 青春×機関銃（ワタナベ、男性スタッフ）
- アルスラーン戦記（パルス国民、兵士、サンジェ）
- アルドノア・ゼロ（副長、連合軍兵士、デールズリーダー、アサルト兵、火星兵士、火星騎士）
- 俺物語!!（下級生2）
- 機動戦士ガンダム 鉄血のオルフェンズ（2015年 - 2017年、ダンテ・モグロ） - 2シリーズ
- GATE 自衛隊 彼の地にて、斯く戦えり（2015年 - 2016年、古田均、通信） - 2シリーズ
- ご注文はうさぎですか??（使用人A）
- コメット・ルシファー（副官、男）
- 四月は君の嘘（看護師）
- Charlotte（TVアナウンサー）
- 銃皇無尽のファフニール（デュランの部下）
- 純潔のマリア（傭兵A）
- 食戟のソーマ（2015年 - 2016年、郁魅父、男子生徒A、筋肉男A、通行人B、通勤客A、男性客B） - 2シリーズ
- SHIROBAKO（2015年 - 2016年、渥美裕治、浜崎五郎、薬師寺笊良、演出A）
- スタミュ（2015年 - 2017年、試験官、スタッフ、共演者の男性） - 2シリーズ
- 戦姫絶唱シンフォギアGX（黒服）
- ダンジョンに出会いを求めるのは間違っているだろうか（2015年 - 2024年、冒険者C、ガイル・インディア） - 3シリーズ
- NARUTO -ナルト- 疾風伝（シビレ）
- ヘヴィーオブジェクト（オペレーター、敵兵、オセアニア兵）
- モンスター娘のいる日常（チャラ男、騎士、客A、肉屋、パン屋）

2016年
- 蒼の彼方のフォーリズム（審判〈男子生徒〉）
- アクティヴレイド -機動強襲室第八係-（アナウンス、教師、研究員：男、カキヤ） - 2シリーズ
- 暗殺教室（水井）
- ALL OUT!!（2016年 - 2017年、春日寛邦、不良生徒、関東学園部員）
- DAYS（速瀬隆伸、ムッちゃんの友達）
- テラフォーマーズ リベンジ（染矢龍大）
- ドリフターズ（ドワーフ、オルテ兵）
- NEW GAME!（シグナルスリー・赤）
- ハイスクール・フリート（八百屋夫）
- はんだくん（男子）
- プリンス・オブ・ストライド オルタナティブ（針ヶ谷久人、係員）
- 文豪ストレイドッグス（鑑識）
- マクロスΔ（人々）
- モブサイコ100（2016年 - 2022年、猿田、山村、五頭、羽鳥 他） - 3シリーズ
- モンスターハンター ストーリーズ RIDE ON（ハンターA）

2017年
- 幼女戦記（マテウス・ヨハン・ヴァイス）
- クラシカロイド（店主、警備員） - 2シリーズ
- 南鎌倉高校女子自転車部（男性）
- サクラクエスト（美濃）
- ID-0（通信）
- 遊☆戯☆王VRAINS（2017年 - 2019年、鬼塚豪 / Go鬼塚）
- 神撃のバハムート VIRGIN SOUL（男、兵士）
- sin 七つの大罪（男性2）
- 恋愛暴君（イケメン）
- Re:CREATORS（八頭司遼）
- “栄光なき天才たち”からの物語（エディ・トーラン）
- 潔癖男子!青山くん（佐藤清、霧島の友達、成田父、体育教師、陣内先生）
- カイトアンサ（ヤリ筋瓜島）
- 将国のアルタイル（コルベール）
- セントールの悩み（教師）
- プリンセス・プリンシパル（兵士）
- 魔法陣グルグル（警備兵）
- 最遊記RELOAD BLAST（瑛刃）
- ゲーマーズ!（黒服B）
- アイドルマスター SideM（円城寺道流）
- ブレンド・S（客、外国人客）
- ROBOMASTERS THE ANIMATED SERIES（ラオワン）
- クジラの子らは砂上に歌う（リコスの父）
- TSUKIPRO THE ANIMATION（須貝誠）

2018年
- 覇穹 封神演義（楊森）
- ブラッククローバー（2018年 - 2020年、ヴァルトス）
- ヒナまつり（警察官）
- 七つの大罪 シリーズ（2018年 - 2020年、ななし、兵士） - 2シリーズ
- パズドラ（2018年 - 2023年、はがね）
- ピアノの森
- レイトン ミステリー探偵社 〜カトリーのナゾトキファイル〜（ハリー・ギルモント〈青年〉）
- ダーリン・イン・ザ・フランキス（ゴロー〈代役〉）
- 中間管理録トネガワ / 1日外出録ハンチョウ（中田英寿）
- 天狼 Sirius the Jaeger（ヤゾフ、直江家使用人）
- はたらく細胞（赤血球4）
- 僕のヒーローアカデミア（誠刃校受験者）
- ジョジョの奇妙な冒険 黄金の風（涙目のルカ）
- アイドルマスター SideM 理由あってMini!（円城寺道流）
- ゴブリンスレイヤー（2018年 - 2023年、重戦士） - 2シリーズ
- DOUBLE DECKER! ダグ&キリル（ハメス）
- INGRESS THE ANIMATION（ヒューロン研究員、SE）

2019年
- 魔法少女特殊戦あすか（戸田）
- ガーリー・エアフォース（管制官）
- 荒野のコトブキ飛行隊（評議会警備隊隊長、空賊）
- 転生したらスライムだった件（ピッド）
- とある魔術の禁書目録III（僧兵）
- ゾイドワイルド（ベイベ）
- 異世界かるてっと（2019年 - 2020年、ヴァイス） - 2シリーズ
- Bラッパーズ ストリート（2019年 - 2020年、ワンパック、ナラ一徹、ナレーション、警察官、KENっぽいおじさん、プーケッツ島民）
- 賢者の孫（ケント＝マクレガー）
- 炎炎ノ消防隊（第7隊員）

2020年
- 歌舞伎町シャーロック（辻本）
- ドラえもん（テレビ朝日版第2期）（TVの音声）
- ツキウタ。 THE ANIMATION2（須貝誠）
- あはれ!名作くん（きしょ花、ナレーション）
- 『ヒプノシスマイク -Division Rap Battle-』Rhyme Anima（2020年 - 2023年、太郎丸レックス） - 2シリーズ

2021年
- 2.43 清陰高校男子バレー部（黒羽頼道）
- WAVE!!〜サーフィンやっぺ!!〜（マイク）
- SSSS.DYNAZENON（ガウマ） - 2023年に劇場総集編公開
- 無職転生 〜異世界行ったら本気だす〜（ギュエス・デドルディア）
- ルパン三世 PART6（エリオット）

2022年
- ヴァニタスの手記（ジャン＝ジャック）
- 天才王子の赤字国家再生術（ラークルム）
- リーマンズクラブ（外崎士龍）
- 現実主義勇者の王国再建記（ブラッド・ジョーカー）
- シャドウバースF（2022年 - 2024年、バトルフェンサーW、リザードマン）
- トモダチゲーム（美笠天智）
- 骸骨騎士様、只今異世界へお出掛け中（ダカレス）
- まちカドまぞく 2丁目（発音がそれっぽい人）
- 恋は世界征服のあとで（CMの声）
- 転生賢者の異世界ライフ 〜第二の職業を得て、世界最強になりました〜（ライアルド、真竜）
- 勇者パーティーを追放されたビーストテイマー、最強種の猫耳少女と出会う（アッガス）
- BLEACH 千年血戦篇（リューダース・フリーゲン）
- チェンソーマン（サムライソード）

2023年
- テクノロイド オーバーマインド（アンドロイド・ボーラ）
- 冰剣の魔術師が世界を統べる（シャイン＝ジラール）
- 漣蒼士に純潔を捧ぐ（日向大智）
- SYNDUALITY Noir（2023年 - 2024年、ボブ、バブ、ピブ、ブブ、ペブ） - 2シリーズ
- BEYBLADE X（2023年 - 2025年、億長トグロ）
- ダークギャザリング（グラサン坊主）
- 陰の実力者になりたくて! 2nd season（クアドイ）
- とあるおっさんのVRMMO活動記（運営）
- ビックリメン（ブラックゼウス）

2024年
- ループ7回目の悪役令嬢は、元敵国で自由気ままな花嫁生活を満喫する（カミル）
- スナックバス江（カワちゃん）
- 青の祓魔師 島根啓明結社篇（グンナル）
- 戦隊大失格（2024年 - 2025年、石川宗次郎） - 2シリーズ
- 夜桜さんちの大作戦（犬神王牙）
- 俺は全てを【パリイ】する 〜逆勘違いの世界最強は冒険者になりたい〜（ノール）
- 義妹生活（丸友和）
- 異世界失格（テツオ）
- 七つの大罪 黙示録の四騎士（トミントール）
- 青のミブロ（宗助〈刀傷の男〉）

2025年
- Sランクモンスターの《ベヒーモス》だけど、猫と間違われてエルフ娘の騎士として暮らしてます（ハワード）
- 異修羅（荒野の轍のダント）
- シャングリラ・フロンティア（ルーカス・ガルシア）
- 中禅寺先生物怪講義録 先生が謎を解いてしまうから。（青年）
- 華Doll*-Reinterpretation of Flowering-（影河凌駕）
- 謎解きはディナーのあとで（レオ・ウィリアムズ）
- ずたぼろ令嬢は姉の元婚約者に溺愛される（キュロス）
- ふたりソロキャンプ（樹乃倉厳）
- DIGIMON BEATBREAK（ムラサメモン）

### 劇場アニメ
2010年代
- 心が叫びたがってるんだ。（2015年、引越業者）
- 夜は短し歩けよ乙女（2017年、案内人）
- ノーゲーム・ノーライフ ゼロ（2017年、幽霊たち）
- 劇場版 はいからさんが通る 前編 〜紅緒、花の17歳〜（2017年、帰還兵）
- GODZILLA 怪獣惑星（2017年、ホバー操縦士）
- 劇場版 幼女戦記（2019年、マテウス・ヨハン・ヴァイス）
- きみと、波にのれたら（2019年、ポートタワーのアナウンス）
- ぼくらの7日間戦争（2019年、大斗）

2020年代
- 劇場版 SHIROBAKO（2020年、渥美裕治、浜崎五郎、げ〜ぺ〜う〜忍者E）
- 地球外少年少女（2022年、ジョンソン・内之浦・ケネディ） - 前後編に分けて劇場公開、Netflixでは全6話で配信
- 劇場版 異世界かるてっと 〜あなざーわーるど〜（2022年、ヴァイス）
- グリッドマン ユニバース（2023年、レックス〈ガウマ〉）

### OVA
2010年代
- コードギアス 亡国のアキト（2015年 - 2016年、軍アナウンス、アナウンサー）
- ストライク・ザ・ブラッド（2015年 - 2017年、SP、アナウンサーC、上柳） - 2シリーズ
- 機動戦士ガンダム THE ORIGIN（2016年、マフィア）
- テラフォーマーズ（2018年、染谷龍大） - コミックス第21巻アニメDVD同梱版
- ヤリチン☆ビッチ部（2018年、加島優） - コミックス第3巻DVD付き限定版

### Webアニメ
- 誘惑★オフィスLOVER2（2017年、上条健一郎）
- 神酒ノ尊-ミキノミコト-（2018年 - 2019年、国士無双[67][68])
- DEVILMAN crybaby（2018年、戦車長）
- 日本沈没2020（2020年、浅田修[69]）
- 義妹生活（2020年、丸友和）
- ぶらどらぶ（2021年、パイロット）
- 終末のワルキューレ（2021年 - 2023年、陳宮公台、神、布袋尊、ヴァルナ） - 2シリーズ
- 鬼武者（2023年、吉岡伝七郎）
- T・Pぼん（2024年、米指揮官）

### デジタルコミック
- dTV 王様達のヴァイキング（2018年、神崎翔太）
- 千年狐 〜干宝「捜神記」より〜（2022年、張華[70]）
- きみはマシェリ（2022年、伊藤）[71]
- パパ×パパ～αとΩで夫夫やってます～2（2023年、松本）[72]
- 勇者の俺様が魔導士なんかに!（2023年、オズウェン[73]）
- Be a good boy， my dear dog（2024年、熱海志朗）[74]

### ゲーム
2013年
- SNOW BOUND LAND
- ティアーズ・トゥ・ティアラII 覇王の末裔 ※PS3

2014年
- Enkeltbillet
- 合体RPG 魔法のニーナとツチクレの戦士（ヴァリア・カカ、魔騎士キメイエス）
- 激突!ブレイク学園（砂井羽写流、一眼の狼・砂井羽写流、波佐見斬、鋏戦士・波佐見斬）
- 声カレ〜放課後キミに会いに行く〜（烏丸晴）
- ゴジラ-GODZILLA-（自衛隊員）
- 真・三國無双7 Empires（エディット男・老練3 / 熱血4） - DLC追加キャラクター
- 戦場のウエディング
- 天空のクラフトフリート（セルジュ、エドワード、ノーマン）
- 刻のイシュタリア（破壊者メフィストフェレス）
- ファンタジー×ランナーズ2（ハンターギリアム、蛮族長ラルロフ）

2015年
- クイズRPG 魔法使いと黒猫のウィズ（2015年 - 2019年、咲、ルディオ・ディル、サシャール）
- プリンス・オブ・ストライド（針ヶ谷久人、益成一騎）
- ゴジラ-GODZILLA-VS（自衛隊員）

2016年
- アイドルマスター SideM（2016年 - 2023年、円城寺道流）
- イケメン革命 アリスと恋の魔法（オリヴァー＝ナイト）
- 怪盗夜想曲 〜ファントムノクターン〜（猛獣怪盗ベルセルク）
- グランブルーファンタジー（ゲルラ）
- DYNAMIC CHORD feat.apple-polisher（八剣桔平）
- マジカルデイズ the Brats’s Parade（スオウ）

2017年
- エンドライド -X fragments-（デュド）
- ファイアーエムブレム ヒーローズ（バーツ）
- 茜さすセカイでキミと詠う（鑑真）
- キャプテン翼〜たたかえドリームチーム〜（岡野俊也）
- アイドルマスター SideM LIVE ON ST@GE!（2017年 - 2020年、円城寺道流）
- デスティニーチャイルド（トート）

2018年
- 殺し屋とストロベリー（ラキア）
- グランドチェイス -次元の追跡者-（ブリエル）
- あやかし恋廻り（大山龍臣）
- オンエア!（神谷祈）
- CARAVAN STORIES（ノルン）
- ダイダロス: ジ・アウェイクニング・オブ・ゴールデンジャズ（メイソン、マックスJ）

2019年
- グリムエコーズ（長靴をはいた猫）
- デモンエクスマキナ（セイヴィアー）
- ステップライド（二階堂玄）
- 時の歌-終焉なきソナタ-（カイイン）
- SDガンダム GGENERATION CROSSRAYS（ダンテ・モグロ）
- 東京放課後サモナーズ（トムテ）

2020年
- SHOW BY ROCK!! Fes A Live（ウララギ）
- エンゲージソウルズ（ジン）
- 幼女戦記 魔導師斯く戦えり（マテウス・ヨハン・ヴァイス）

2021年
- 幕末維新 天翔ける恋（西郷隆盛）
- ジャックジャンヌ（海堂岳信）
- モンスターハンターライズ（タイプ6）
- WAR OF THE VISIONS ファイナルファンタジー ブレイブエクスヴィアス 幻影戦争（コーウェル）
- サンクタス戦記-GYEE-（ルドルフ）
- 新すばらしきこのせかい（シイバ）
- 異世界かるてっと 〜激突! ぱずるすくーる〜（ヴァイス）
- MELTY BLOOD: TYPE LUMINA（軋間紅摩）
- アイドルマスター SideM GROWING STARS（2021年 - 2023年、円城寺道流）
- テイルズ オブ ルミナリア（ガスパル・エルベ）
- ドラゴンクエストX 天星の英雄たち オンライン（国王コウリン）
- VALORANT（チェンバー）
- タロット男子 〜22人の見習い占い師〜（ガイスト・ロウ）
- グランサガ（エクイラ）

2022年
- アイドルマスター ポップリンクス（円城寺道流）
- 夢職人と忘れじの黒い妖精（エヴァン）
- テクノロイド　ユニゾンハート（ボーラ）
- 遊戯王 デュエルリンクス（Go鬼塚）
- モンスターストライク（サムライソード）
- 機動戦士ガンダム 鉄血のオルフェンズG（ダンテ・モグロ）
- ドラゴンクエスト トレジャーズ 蒼き瞳と大空の羅針盤（ゴーレム族、エリミネーター族、どくろだいじん族、キラーマシン族）
- ゴブリンスレイヤー エンドレスハンティング（重戦士）

2023年
- モンスターユニバース（グレイ）
- 共闘ことばRPG コトダマン（サムライソード）
- Dawn of the Monsters（村雨英二）
- ファイナルファンタジーXVI（テオドール）
- 結合男子（鐵仁武）
- ファイナルファンタジーVII エバークライシス（グレン・ロズブローク）

2024年
- 信長の野望 出陣（前田慶次、三好長慶）
- ファイナルファンタジーVII リバース（グレン・ロズブローク）
- ユニコーンオーバーロード（マゼラン）

2025年
- スーパーロボット大戦Y（2025年、ガウマ）
- 牧場物語 Let's!風のグランドバザール（アラタ）

### ドラマCD
2014年
- アイドルマスター ワンフォーオール 初回限定版付属 スペシャルドラマCD「765プロが行く!トップアイドルのお仕事見学」

2015年
- 小林が可愛すぎてツライっ!!

2016年
- THE IDOLM@STER SideM ST@RTING LINE -11 Altessimo（円城寺道流）
- ALIVE Growth DramaCD vol.2（須貝誠）

2017年
- 「機動戦士ガンダム 鉄血のオルフェンズ」EPISODE DRAMA 壱（ダンテ・モグロ）

2019年
- 妖怪学校の先生はじめました!（狢八雲）
- 赤髪の白雪姫第20巻特装版ドラマCD（鈴）
- 華Doll*（2019年-、影河凌駕）

### BLCD
2014年
- 知ってるよ。（2014年 - 2016年）
  - 知ってるよ。2-君とふたりで-

- 10DANCE（ニーノ・ツォルチ）
  - 10DANCE 5巻 特装版CD付

- DRAMAtical Murder DramaCD Vol.3（男）
- テンカウント シリーズ（2014年-2016年、城谷の父）
  - テンカウント
  - テンカウント2
  - テンカウント アニくじ A賞 ドラマCD（佐藤）
  - テンカウント3
  - テンカウント4

2016年
- パパ’s アサシン。〜龍之介は飛んでゆく。〜（シャーロット）
- ギヴン－given－ シリーズ（2016年-2021年、玄純）
  - ギヴン－given－
  - ギヴン－given－2
  - ギヴン－given－3
  - ギヴン－given－4
  - ギヴン－given－5
  - ギヴン－given－5 シェリプラス2021-3月号付録

- いただきます、ごちそうさま（司）
- ヤリチン☆ビッチ部　シリーズ（2016年 - 2023年、加島優）
  - ヤリチン☆ビッチ部1
  - ヤリチン☆ビッチ部2
  - ヤリチン☆ビッチ部3
  - ヤリチン☆ビッチ部ミニドラマCD ルチル連動フェア
  - ヤリチン☆ビッチ部4
  - ヤリチン☆ビッチ部5

- それから、君を考える（荒井辰郎）
- エスケープジャーニー（2016年 - 2021年、俊介）
  - エスケープジャーニー2

- 恋とはバカであることだ（俊介）

2017年
- おやすみなさい、また明日（瀬戸）
- ひだまりが聴こえる-幸福論-（千葉祐一）
- 君の肌、恋の匂い（中条広海）
- 暴走リーマン、ヘンタイ系（リーマン）
- 愛犬Honey 〜Amore〜（長谷川修司）
- 暫定ボーイフレンド（モデル）
- 赤のテアトル（アダム・クトー）

2018年
- 誘惑のメソッド（しのぶ）

2019年
- 異国恋色浪漫譚 完全版 ミニドラマCD付（吉崎ゆづる）

2020年
- 彼らの恋の行方をただひたすらに見守るCD「男子高校生、はじめての」シリーズ（2020年 - 2022年、拾昂二）
  - 〜第12弾　BADBOYは諦めない〜
  - 4th after Disc 〜Just you!〜
  - オールコンビネーションCD vol. 4

2021年
- こころ-わたしの恋- BL版ドラマCD（K（啓介））
- 推しと寝てしまったんだが?（有近）

2022年
- カリギュラの恋（堂山清高）
- 夜明けの唄1（コノエ）
  - 夜明けの唄2
  - 夜明けの唄3

### オーディオドラマ
- 君色ストーリア（2015年、瀬沼雄平）
- 聴く本劇団「ナナイロ」（2017年、八乙女侑市[133]）
- グランブルーファンタジー OTOCA「氷晶宮でミックスパイを」（2017年、ゲルラ）
- SSSS.DYNAZENON ボイスドラマ（2021年、ガウマ）
- アイドルマスター SideM「315 PASSION CONTENTS」（2024年、円城寺道流） - 3作品[一覧 17]

### オーディオブック
- 【新釈】走れメロス 他四篇（2019年、永田・語り）[134]

### 吹き替え

#### 担当俳優
アンソニー・マッキー
- ゴーステッド Ghosted（サムの孫）
- ファルコン&ウィンター・ソルジャー（サム・ウィルソン / ファルコン）
- マーベル・スタジオ アッセンブル「ファルコン&ウィンター・ソルジャーの裏側」（本人）

イ・ドンウク
- トッケビ〜君がくれた愛しい日々〜（死神）
- 真心が届く〜僕とスターのオフィス・ラブ!?〜（クォン・ジョンロク）
- 離婚保険（ノ・ギジュン）

ヤーヤ・アブドゥル＝マティーン2世
- アクアマン（デイビッド・ケイン / ブラックマンタ）
  - アクアマン/失われた王国

- シカゴ7裁判（ボビー・シール）

#### 映画
- アマチュア（ペトラス）
- アメリカン・レポーター
- アリー/ スター誕生（トミー〈ゲイブ・フェイジオ〉[143]）
- アンチグラビティ（ヴィクトル〈ライナル・ムハメトフ〉）
- 移動都市/モータル・エンジン（メリファント〈アンドリュー・リーズ〉[144]）
- イフ・アイ・ステイ 愛が還る場所
- イングリッシュ・ペイシェント（オリバー〈ジョーディ・ジョンソン〉）※Netflix版
- エクストリーム・ジョブ（ヨンホ〈イ・ドンフィ〉[145]）
- X-MEN:アポカリプス（エンジェル〈ベン・ハーディ〉）
- OSIRIS/オシリス（ビル〈ルーク・フォード〉）
- ガン・シティ〜動乱のバルセロナ〜（マヨルカン）
- ガンズ&ゴールド
- クリスマス・カレンダー（タイ〈イーサン・ペック〉）
- 刑事グロム VS 粛正の疫病ドクター（イーゴリ・グロム〈ティーホン・ジズネーフスキ〉）
- ゲット・サンタ! 聖なる夜の脱獄大作戦（サリー〈ワーウィック・デイヴィス〉）
- コールド・ウォー 香港警察 堕ちた正義（ビリー・チョン〈アーリフ・リー〉）
- ゴジラvsコング（ベン〈クリス・チョーク〉[146]）
- ザ・マミー/呪われた砂漠の王女
- 猿の惑星/キングダム[147]
- ソニック・ザ・ムービー（エージェント・ストーン〈リー・マジドゥブ〉[148]）
  - ソニック・ザ・ムービー/ソニック VS ナックルズ[149]
  - ソニック×シャドウ TOKYO MISSION[150]
- TAU/タウ（配達員）
- チョ・ピロ 怒りの逆襲（チョ・ピロ〈イ・ソンギュン〉）
- パーフェクト・ケア（アレクシー〈ニコラス・ローガン〉[151]）
- バッド・シード（カリム）
- ハリエット（ギデオン・ブロデス〈ジョー・アルウィン〉）
- バンブルビー（ドロップキック[152]）
- ビバリウム（青年〈エアンナ・ハードウィック〉）
- ベストマン -シャイな花婿と壮大なる悪夢の2週間-（キップ/カルー〈アラン・リッチソン〉）
- ペットセメタリー:ブラッドライン（ジャドソン・クランドール〈ジャクソン・ホワイト〉）
- ベルヴィル・コップ（バーバ〈オマール・シー〉）
- マークスマン（マウリシオ〈フアン・パブロ・ラバ〉[153]）
- ミッドサマー（ジョシュ〈ウィリアム・ジャクソン・ハーパー〉[154]）
- ミュータント・ニンジャ・タートルズ:影〈シャドウズ〉（カーメロ〈カーメロ・アンソニー〉）
- モンキーマン（キッド / モンキーマン〈デーヴ・パテール〉[155]）
- モンスターハンター（兵士[156]）
- ユダヤ人を救った動物園 〜アントニーナが愛した命〜（ヤン・ジャビンスキ〈ヨハン・ヘルデンベルグ〉）
- 傭兵のハカ（ソアネ〈トキ・ピリオコ〉）
- ワイルド・ルーザー（アルトゥーロ）

#### ドラマ
- Away -遠く離れて- シーズン1 #8
- アフェア 情事の行方 シーズン3 #1,#3
- イージー シーズン2 #1,#6
- 英国スキャンダル〜セックスと陰謀のソープ事件
- APB ハイテク捜査網 #4
- NCIS:LA 〜極秘潜入捜査班 シーズン4 #21（ハビエル）
- エレメンタリー3 ホームズ&ワトソン in NY #11
- GIRLS/ガールズ シーズン3 #11-12
- ガンパウダー
- グッド・ファイト シーズン1 #1、シーズン2 #4
- グッド・ワイフ シーズン6 #15
- GRIMM/グリム シーズン5 #17
- ゲーム・オブ・スローンズ シーズン7 #1,#7
- ザ・フォロイング シーズン3
- サブリナ: ダーク・アドベンチャー パート4 #3
- シェイムレス5 俺たちに恥はない（ガス）
- CITY ON A HILL/罪におぼれた街（ケルヴィン・キャンベル[157]）
- 13の理由 シーズン2、シーズン3、シーズン4
- SUPERGIRL/スーパーガール（マンチェスター・ブラック〈デヴィッド・アジャラ〉）
- スクリーム（キーラン・ウィルコックス〈アマデウス・セラフィニ〉）
- SCORPION/スコーピオン シーズン1 #7、シーズン4 #1,#4
- ストレイン シーズン2 #12
- スワッガー #5
- S.W.A.T. シーズン1 #7
- センス8 シーズン2 #3-4
- タイニー・プリティ・シングス
- TWO WEEKS（パク・チョルギュ〈キム・ジェマン〉）
- トゥー・オールド・トゥー・ダイ・ヤング
- DOMドン 〜若きギャングの物語〜（ペドロ・ドン〈ガブリエル・レオネ〉）
- 9-1-1: LONE STAR（ポール・ストリックランド〈ブライアン・マイケル・スミス〉[158]）
- ニュー・アムステルダム 医師たちのカルテ（マックス・グッドウィン〈ライアン・エッゴールド〉）
- ノンストップ・スリラー「暴走地区-ZOO-」
- 初恋は初めてなので（チェ・フン〈カン・テオ〉）※Netflix版
- 華政（ホン・ジュウォン〈ソ・ガンジュン〉[159]）
- フラーハウス シーズン3 #18
- ブラック・ミラー シーズン3 #5
- THE BRIDGE/ブリッジ シーズン3 #3-5、シーズン4 #4
- マジシャンズ（ペニー〈アルジュン・グプタ〉）
- マスターズ・オブ・ザ・エアー（ゲイル・“バック”・クレヴェン〈オースティン・バトラー〉[160]）
- メンタリスト シーズン6 #1
- Your Honor/追い詰められた判事（カルロ・バクスター）
- ラッシュアワー #5
- ラブ・イズ・ブラインド 〜外見なんて関係ない?!〜 シーズン5（イジー）
- ランサム・キャニオン（ヤンシー〈ジャック・シューマカー〉 ）
- ラン・オン・アイス シーズン1（カーソン）
- 離婚保険（ノ・ギジュン〈イ・ドンウク〉）
- レイ・ドノヴァン ザ・フィクサー シーズン5、シーズン6
- 六龍が飛ぶ（タンセ / イ・バンジ〈ピョン・ヨハン〉 ）

#### アニメ
- 陰謀論のオシゴト（ジャスティン・ティンバーレイク）
- グリムの国のおそろし物語（ジェイコブ）
- トランスフォーマー アドベンチャー（サイドスワイプ[161]）
- トロールズ（クーパー）
  - トロールズ ホリデー・ハーモニー[162]
  - トロールズ バンド・トゥゲザー[163]
- スパイダーマン:スパイダーバース（男性教師1）
- タンブルリーフ（ギンコー）
- ヒューマン・リソース・モンスターズ
- モンスター・ホテル2（ハエ男）
- レゴ バイオニクル 〜進化への道のり〜 シーズン1
- 機動戦士ガンダム 復讐のレクイエム（2024年、ロフト中尉）

#### その他
- ザ・ジレンマ: もうガマンできない?! シーズン2（チェイス）
- 2つのキッチンの物語（ケニー）
- プロジェクト・ランウェイ シーズン18 #6
- ミッドナイトアジア: 食べて・踊って・夢を見て
- Move -そのステップを紐解く-
- BS世界のドキュメンタリー「弁護士シェイナーの正義 米議会襲撃 “暴徒”の声に耳を傾ける」（ジャック・J・グリフィス）
- ドキュランドへようこそ「弁護士シェイナーの正義 米議会襲撃 “暴徒”の声に耳を傾ける」（ジャック・J・グリフィス）

### 特撮
- 暴太郎戦隊ドンブラザーズ（2022年、ドンブラスター、ザングラソード、ニンジャークソード、オミコシフェニックス音声[164][7][8]）

### ラジオ
※はインターネット配信。
- アイドルマスター SideM ラジオ 315プロNight!（2017年、ニコニコ生放送※）
- RADIO M4!!!!（2017年 - 、超!A&G+※）[165]
- アイドルDTI〜裸ジオ is 美〜（2017年 - 、マンガPark※）
- 月刊 新・男前通信9月号〜月刊・濱野大輝（2018年 - 、文化放送モバイルplus※）
- MAN TWO MONTH RADIO 濱野大輝のクソ普通な俺だから（2019年、超!A&G+※・AG-ON Premium※）

### CM
- ライド with ノーマン・リーダス（2018年）- ナレーション
- めちゃコミック（2020年）
- アルファポリス（2021年）- ナレーション
- スポーツくじtoto（2021年）

### ナレーション
- エイ出版社 リクルートPV（2015年）
- 全米オープン開幕直前〜日本予選会〜（2015年、CSゴルフネットワーク）
- やすらぎの郷 プレミアムトーク（2017年、テレビ朝日）
- 異世界かるてっと 制作決定 特報PV（2018年）
- NHKニュースおはよう日本 朝ごはんの現場（2018年、NHK）
- GUNDAM UNIVERSE 発売告知PV 日本語版/英語版（2019年 - 2021年）
- やべっちスタジアム #4-5,#10（2020年 - 2021年、DAZN）
- マルゼキ 会社紹介用PV（2021年）
- PSO2 ニュージェネシス 紹介ムービー（2021年）
- アニソン・アンプラグド（2021年、BSフジ）
- バンダイ「DXドンオニタイジン」CM（2022年）

### テレビ番組
※はインターネット配信。
- 東京乙女レストラン シーズン2（2015年、TOKYO MX[166]）
- ねころび男子（2015年 - 、ニコニコ生放送※）
- 声優酒 〜先輩×後輩〜（2016年、100%ヒッツ!スペースシャワーTVプラス[167]）

### 朗読劇
- SUPER SOUND THEATRE 『VINLAND SAGA〜英雄復活の章〜』（2017年9月30日 - 10月1日、舞浜アンフィシアター） - ビョルン 役
- 声のプロフェッショナルが奏でるリーディングシェイクスピア『マクベス』（2020年11月30日、池袋サンシャイン劇場） - ダンカン王 マルカム 魔女 役他[168]
- THE IDOLM@STER SideM PASSIONABLE READING SHOW -超常事変〜対立スル正義〜-（2023年3月11日、武蔵野の森総合スポーツプラザ メインアリーナ） - 円城寺道流 役[169]
- eeo Stage reading朗読劇「はなしぐれ」（2024年1月28日、CBGKシブゲキ!!） - 鷹田慎介 役[170]
- THE IDOLM@STER SideM PASSIONABLE READING SHOW ～天地四心伝～（2024年2月11日、幕張イベントホール） - 円城寺道流 役[171]
- 音楽朗読劇「モノクロームのシンデレラ」Cinematic Reading Drama inspired by 中田裕二（2024年9月7日、ところざわサクラタウン ジャパンパビリオン ホールA）[172]

### 玩具
- 暴太郎戦隊ドンブラザーズ DXドンブラスター（2022年3月5日）
- 暴太郎戦隊ドンブラザーズ DXザングラソード（2022年4月2日）
- 暴太郎戦隊ドンブラザーズ DXオミコシフェニックス（2022年10月15日）
- 暴太郎戦隊ドンブラザーズ DXニンジャークソード（2022年12月）
- 暴太郎戦隊ドンブラザーズ ドンブラスター -MEMORIAL EDITION-（2023年11月20日）
- 暴太郎戦隊ドンブラザーズ ザングラソード -MEMORIAL EDITION-（2024年1月26日）
- 暴太郎戦隊ドンブラザーズ ニンジャークソード -MEMORIAL EDITION-（2024年3月18日）

### 映像商品
- DVDリアル宝探し 〜海神ポセイドーンを封印せよ〜in 横浜・八景島シーパラダイス（2017年）
- 人狼バトル lies and the truth 2018 JUNE〜人狼VS怪盗〜（2018年）
- 人狼バトル〜人狼VSスパイ〜（2018年）
- 人狼バトル lies and the truth 2019 FEBRUARY〜人狼VS海賊〜（2019年）
- 人狼バトル lies and the truth 2019 August〜人狼VSエクソシスト〜（2020年）
- 人狼バトル lies and the truth 2020 FEBRUARY〜人狼VSプリズナー〜（2020年）
- 人狼バトルTHE NIGHTMARE SEASON1#1（2022年）
- 人狼バトルTHE NIGHTMARE SEASON1#2（2022年）
- 人狼バトルTHE NIGHTMARE SEASON1#4（2022年）

### その他コンテンツ
- ボイレピ♪ 朝ごはん #19 濱野大輝さんの声で作る「スイスのポテトパンケーキ レシュティ」（2021年）[173]

## ディスコグラフィ

### キャラクターソング
| 発売日   | 商品名                                                                                      | 歌 | 楽曲                                                                      | 備考 |
| 2015年   | 2015年                                                                                      | 2015年 | 2015年                                                                    | 2015年 |
| -------- | ------------------------------------------------------------------------------------------- | --- | ------------------------------------------------------------------------- | --- |
| 3月15日  | TRY☆トランスフォーマーアドベンチャー↑↑↑                                                     | バンブルビー（木村良平）、ストロングアーム（近藤唯）、サイドスワイプ（濱野大輝）、フィクシット（松浦義之）、グリムロック（山橋正臣）、オプティマスプライム（楠大典） | 「TRY☆トランスフォーマーアドベンチャー↑↑↑」                               | テレビアニメ『トランスフォーマー アドベンチャー』エンディングテーマ                                               |
| 12月2日  | EXIT TUNES PRESENTS ACTORS4                                                                 | 五本松大（濱野大輝）、霧山一（梅原裕一郎） | 「ジャバヲッキー・ジャバヲッカ」                                          | キャラクターCD『ACTORS』関連曲                                                                                    |
| 2016年   |                                                                                             | |                                                                           | |
| 7月27日  | THE IDOLM@STER SideM ST@RTING LINE -12 THE 虎牙道                                           | THE 虎牙道 | 「強く尊き獣たち」 「情熱…FIGHTER」 「DRIVE A LIVE」                      | ゲーム『アイドルマスター SideM』関連曲                                                                            |
| 11月25日 | 星空ホールへおいでよ♪ 楽器たちからのメッセージソングCD 弁慶編 〜あなただけを愛してる〜      | 弁慶（濱野大輝） | 「星空ホールへおいでよ♪」 「あなただけを愛してる」                        | キャラクターCD『星空ホールへおいでよ♪』関連曲                                                                     |
| 2017年   |                                                                                             | |                                                                           | |
| 2月1日   | Beyond The Dream                                                                            | 315プロダクション所属アイドル | 「Beyond The Dream」                                                      | ゲーム『アイドルマスター SideM』テーマソング                                                                      |
| 2月1日   | Beyond The Dream                                                                            | 315プロダクション所属アイドル（フィジカル） | 「Beyond The Dream」                                                      | ゲーム『アイドルマスター SideM』テーマソング                                                                      |
| 2月1日   | EXIT TUNES PRESENTS ACTORS6                                                                 | 五本松大（濱野大輝） | 「START」                                                                 | キャラクターCD『ACTORS』関連曲                                                                                    |
| 3月15日  | ACTORS - Deluxe Delight Edition -                                                           | 霧山一（梅原裕一郎）、五本松大（濱野大輝） | 「世田谷ナイトサファリ」                                                  | キャラクターCD『ACTORS』関連曲                                                                                    |
| 8月9日   | THE IDOLM@STER SideM ORIGIN@L PIECES 06                                                     | 円城寺道流（濱野大輝） | 「ROAD TO THE FUTURE」                                                    | ゲーム『アイドルマスター SideM』関連曲                                                                            |
| 10月18日 | 裸美rinth                                                                                   | 深紫塩音（濱野大輝） | 「S・I・O -Salt in Ocean-」                                               | ゲーム『アイドルDTI』関連曲                                                                                       |
| 10月18日 | 裸美rinth                                                                                   | 藍崎海人（鳴海和希）、深紫塩音（濱野大輝） | 「半脱ぎ★SOLD OUT!!」                                                     | ゲーム『アイドルDTI』関連曲                                                                                       |
| 2018年   |                                                                                             | |                                                                           | |
| 3月21日  | THE IDOLM@STER SideM 3rd ANNIVERSARY DISC 03 彩 & 神速一魂 & THE 虎牙道                     | THE 虎牙道 | 「RAY OF LIGHT」                                                          | ゲーム『アイドルマスター SideM』関連曲                                                                            |
| 3月21日  | THE IDOLM@STER SideM 3rd ANNIVERSARY DISC 03 彩 & 神速一魂 & THE 虎牙道                     | 彩、神速一魂、THE 虎牙道 | 「笑顔の祭りにゃ、福来る」                                                | ゲーム『アイドルマスター SideM』関連曲                                                                            |
| 3月23日  | brilliant                                                                                   | ZIX | 「brilliant」 「BML」                                                     | 『ツキノ芸能プロダクション』関連曲                                                                                |
| 3月25日  | THE IDOLM@STER SideM 3rd ANNIVERSARY SOLO COLLECTION 03                                     | 円城寺道流（濱野大輝） | 「RAY OF LIGHT」                                                          | ゲーム『アイドルマスター SideM』関連曲                                                                            |
| 8月15日  | Touch You                                                                                   | 私立モリモーリ学園 性春♡男子s | 「Touch You」                                                             | OVA『ヤリチン☆ビッチ部』主題歌                                                                                    |
| 8月15日  | Touch You                                                                                   | 加島優（濱野大輝） | 「Touch You」                                                             | OVA『ヤリチン☆ビッチ部』関連曲                                                                                    |
| 10月17日 | ヤリチン☆ビッチ部 キャラクターソングシリーズ「ちぇりー味」                                  | 加島優（濱野大輝） | 「to・ke・te」                                                            | OVA『ヤリチン☆ビッチ部』関連曲                                                                                    |
| 11月14日 | THE IDOLM@STER SideM WakeMini! MUSIC COLLECTION 01                                          | 315 STARS（フィジカル Ver.） | 「LET'S GO!!」                                                            | テレビアニメ『アイドルマスター SideM 理由あってMini!』エンディングテーマ                                          |
| 2019年   |                                                                                             | |                                                                           | |
| 2月22日  | アイドルマスター SideM ストラグルハート 第1巻特装版オリジナルCD                             | THE 虎牙道 | 「スマイル・エンゲージ」                                                  | 漫画『アイドルマスター SideM ストラグルハート』関連曲                                                             |
| 3月15日  | THE IDOLM@STER SideM WakeMini! SOLO COLLECTION 01 PHYSICAL Ver.                             | 円城寺道流（濱野大輝） | 「LET'S GO!!」                                                            | テレビアニメ『アイドルマスター SideM 理由あってMini!』関連曲                                                      |
| 5月10日  | THE IDOLM@STER SideM 4th ANNIVERSARY DISC「LIVE in your SMILE / DREAM JOURNEY」             | Altessimo、W、FRAME、彩、神速一魂、S.E.M、THE 虎牙道、Legenders | 「LIVE in your SMILE」                                                    | ゲーム『アイドルマスター SideM』関連曲                                                                            |
| 5月20日  | Bラッパーズのテーマ                                                                         | Bラッパーズクルー | 「Bラッパーズのテーマ」                                                   | テレビアニメ『Bラッパーズ ストリート』エンディングテーマ                                                          |
| 6月21日  | 華Doll*1st season 〜Flowering〜1巻「Birth」                                                 | Anthos | 「BIRTH」 「Unknown」                                                     | キャラクターCD『華Doll*』関連曲                                                                                   |
| 9月4日   | ACTORS - Extra Edition 9 - ［一・大・佑斗・完］                                             | 五本松大（濱野大輝） | 「レプリカント」                                                          | キャラクターCD『ACTORS』関連曲                                                                                    |
| 10月2日  | THE IDOLM@STER SideM WORLD TRE@SURE 10                                                      | 柏木翼（八代拓）、華村翔真（バレッタ裕）、東雲荘一郎（天﨑滉平）、円城寺道流（濱野大輝） | 「My pen light, SMILE」 「MEET THE WORLD!（THAILAND Ver.）」              | ゲーム『アイドルマスター SideM LIVE ON ST@GE!』関連曲                                                             |
| 10月11日 | 華Doll*1st season 〜Flowering〜2巻「Boxed」                                                 | Anthos | 「Juliet」 「Stay Away」                                                  | キャラクターCD『華Doll*』関連曲                                                                                   |
| 12月13日 | 華Doll*1st season 〜Flowering〜3巻「IDOLls」                                                | Anthos | 「S.T.O.P」 「ChangeYourWorld」                                           | キャラクターCD『華Doll*』関連曲                                                                                   |
| 12月18日 | THE IDOLM@STER SideM 5th ANNIVERSARY DISC 01 PRIDE STAR                                     | 315 ALLSTARS | 「PRIDE STAR」 「DRIVE A LIVE」 「Reason!!」 「GLORIOUS RO@D」            | ゲーム『アイドルマスター SideM』関連曲                                                                            |
| 12月25日 | ReFlap Startup Song Entertain 初回限定盤                                                    | 鐘ヶ江隼弥（生田鷹司）、鷹宮陽向（松岡侑李）、鴎端慧（佐香智久）、五百雀玲於奈（天月）、鷲埜瑞人（濱野大輝）、鵡川郁（石井孝英）、孔雀石麗司（熊谷健太郎） | 「Entertain」                                                             | 『ReFlap』関連曲                                                                                                  |
| 12月25日 | ReFlap Startup Song Entertain 初回限定盤                                                    | 鷹宮陽向（松岡侑李）、鷲埜瑞人（濱野大輝） | 「Entertain」 「Fly」                                                     | 『ReFlap』関連曲                                                                                                  |
| 2020年   |                                                                                             | |                                                                           | |
| 3月6日   | THE IDOLM@STER SideM 5th ANNIVERSARY UNIT COLLECTION -PRIDE STAR-                           | THE 虎牙道 | 「PRIDE STAR」                                                            | ゲーム『アイドルマスター SideM』関連曲                                                                            |
| 3月20日  | 華Doll*1st season 〜Flowering〜 4巻 Message                                                 | Anthos | 「Me Against Myself」 「Silent Message」                                  | キャラクターCD『華Doll*』関連曲                                                                                   |
| 5月20日  | ACTORS-Singing Contest Edition-sideB                                                        | 五本松大（濱野大輝） | 「パラノイド」                                                            | キャラクターCD『ACTORS』関連曲                                                                                    |
| 6月10日  | ReFlap Chasing RePlayers'Collection                                                         | 鐘ヶ江隼弥（生田鷹司）、鴎端慧（佐香智久）、鷲埜瑞人（濱野大輝）、鵡川郁（石井孝英） | 「Beautiful Revenger」 「Believers」                                      | 『ReFlap』関連曲                                                                                                  |
| 6月26日  | 華Doll*1st season 〜Flowering〜 5巻 For...                                                  | Anthos | 「I know,Who I am」 「Antholic」                                          | キャラクターCD『華Doll*』関連曲                                                                                   |
| 8月5日   | THE IDOLM@STER SideM 5th ANNIVERSARY DISC 06 Jupiter&Beit&THE 虎牙道                        | THE 虎牙道 | 「PROOF OF ONESELF」                                                      | ゲーム『アイドルマスター SideM』関連曲                                                                            |
| 8月5日   | THE IDOLM@STER SideM 5th ANNIVERSARY DISC 06 Jupiter&Beit&THE 虎牙道                        | Jupiter、Beit、THE 虎牙道 | 「いつかのトライアングル」                                                | ゲーム『アイドルマスター SideM』関連曲                                                                            |
| 8月26日  | THE IDOLM@STER SideM 5th ANNIVERSARY SOLO COLLECTION 05                                     | 円城寺道流（濱野大輝） | 「PROOF OF ONESELF」                                                      | ゲーム『アイドルマスター SideM』関連曲                                                                            |
| 9月11日  | Z.I.X.A.G.                                                                                  | ZIX | 「Z.I.X.A.G.」 「アウトサイダーダンス」                                   | 『ツキノ芸能プロダクション』関連曲                                                                                |
| 10月7日  | THE IDOLM@STER SideM NEW STAGE EPISODE:02 THE 虎牙道                                        | THE 虎牙道 | 「Hungry?」 「NEXT STAGE!」                                               | ゲーム『アイドルマスター SideM』関連曲                                                                            |
| 11月13日 | 華Doll* Anthos*〜The Way I Am〜RYOGA                                                        | 影河凌駕（濱野大輝） | 「The Days」                                                              | キャラクターCD『華Doll*』関連曲                                                                                   |
| 2021年   |                                                                                             | |                                                                           | |
| 1月13日  | Straight Outta Rhyme Anima                                                                  | Secret Aliens | 「Love Dimension」                                                        | テレビアニメ『ヒプノシスマイク-Division Rap Battle-』Rhyme Anima劇中RAP                                           |
| 1月13日  | Straight Outta Rhyme Anima                                                                  | The Dirty Dawg、Secret Aliens | 「D.R.B Rhyme Anima -EX- The Dirty Dawg VS Secret Aliens」                | テレビアニメ『ヒプノシスマイク-Division Rap Battle-』Rhyme Anima劇中RAP                                           |
| 2月7日   | THE IDOLM@STER SideM UNIT COLLECTION -MEET THE WORLD!-                                      | 315 ALLSTARS | 「MEET THE WORLD!」                                                       | ゲーム『アイドルマスター SideM』関連曲                                                                            |
| 2月7日   | THE IDOLM@STER SideM UNIT COLLECTION -MEET THE WORLD!-                                      | THE 虎牙道 | 「MEET THE WORLD!」                                                       | ゲーム『アイドルマスター SideM』関連曲                                                                            |
| 2月26日  | Break It!                                                                                   | ZIX | 「Break It!」 「OverLoad」                                                | 『ツキノ芸能プロダクション』関連曲                                                                                |
| 3月26日  | 華Doll*2nd season INCOMPLICA:IU〜Meet〜                                                     | Anthos* | 「Flash Point」 「Shine On」                                              | キャラクターCD『華Doll*』関連曲                                                                                   |
| 5月21日  | アオペラ -aoppella!?-                                                                       | FYA'M' | 「Think About U」                                                         | 『アオペラ -aoppella!?-』関連曲                                                                                   |
| 7月21日  | SSSS.DYNAZENON CHARACTER SONG.1                                                             | ガウマ（濱野大輝） | 「Beginning」                                                             | テレビアニメ『SSSS.DYNAZENON』関連曲                                                                              |
| 9月24日  | アオペラ -aoppella!?-2                                                                      | FYA'M' | 「Come on up, Baby」                                                      | 『アオペラ -aoppella!?-』関連曲                                                                                   |
| 9月29日  | THE IDOLM@STER SideM GROWING SIGN@L 01 Growing Smiles!                                      | 315 ALLSTARS | 「Growing Smiles!」 「DRIVE A LIVE」 「Beyond The Dream」 「NEXT STAGE!」 | ゲーム『アイドルマスター SideM GROWING STARS』関連曲                                                              |
| 10月1日  | 華Doll*2nd season INCOMPLICA:I/F〜es〜                                                      | Anthos* | 「Lay it down」 「Paradiso」                                              | キャラクターCD『華Doll*』関連曲                                                                                   |
| 11月26日 | 華Doll* -Flowering- THE BEST                                                                | Anthos* | 「Infraction」                                                            | キャラクターCD『華Doll*』関連曲                                                                                   |
| 2022年   |                                                                                             | |                                                                           | |
| 1月8日   | THE IDOLM@STER SideM UNIT COLLECTION -Growing Smiles!-                                      | THE 虎牙道 | 「Growing Smiles!」                                                       | ゲーム『アイドルマスター SideM GROWING STARS』関連曲                                                              |
| 2月10日  | アオペラ -aoppella!?-3                                                                      | FYA'M' | 「Let it snow, Let it snow, Let it snow」                                 | 『アオペラ -aoppella!?-』関連曲                                                                                   |
| 3月12日  | THE IDOLM@STER SideM PASSION@TE FORMATION -PHYSICAL-                                        | 315 STARS（フィジカルVer.） | 「RED HOT BEAT!!」                                                        | ゲーム『アイドルマスター SideM GROWING STARS』関連曲                                                              |
| 3月12日  | THE IDOLM@STER SideM PASSION@TE FORMATION -PHYSICAL-                                        | 円城寺道流（濱野大輝） | 「RED HOT BEAT!!」                                                        | ゲーム『アイドルマスター SideM GROWING STARS』関連曲                                                              |
| 6月15日  | アオペラ -aoppella!?- 1st ALBUM -A-                                                         | リルハピ、FYA'M' | 「アオペラの「ア」-introduction song-」                                   | 『アオペラ -aoppella!?-』関連曲                                                                                   |
| 6月15日  | アオペラ -aoppella!?- 1st ALBUM -A-                                                         | FYA'M' | 「Follow Me」                                                             | 『アオペラ -aoppella!?-』関連曲                                                                                   |
| 7月6日   | THE IDOLM@STER SideM GROWING SIGN@L 09 THE 虎牙道                                           | THE 虎牙道 | 「K.now O.nly」 「CATCH ME IF YOU CAN」                                   | ゲーム『アイドルマスター SideM GROWING STARS』関連曲                                                              |
| 9月16日  | アオペラ -aoppella!?-4                                                                      | FYA'M' | 「Voice, Heart, Body & Soul」                                             | 『アオペラ -aoppella!?-』関連曲                                                                                   |
| 11月23日 | THE IDOLM@STER SideM 49 ELEMENTS 06 THE 虎牙道                                              | THE 虎牙道 | 「Reflection BREAKERS」                                                   | ゲーム『アイドルマスター SideM GROWING STARS』関連曲                                                              |
| 11月23日 | THE IDOLM@STER SideM 49 ELEMENTS 06 THE 虎牙道                                              | 円城寺道流（濱野大輝） | 「Determined Soul」                                                       | ゲーム『アイドルマスター SideM GROWING STARS』関連曲                                                              |
| 12月3日  | THE IDOLM@STER SideM GROWING SIGN@L SOLO COLLECTION 02                                      | 円城寺道流（濱野大輝） | 「K.now O.nly」                                                           | ゲーム『アイドルマスター SideM GROWING STARS』関連曲                                                              |
| 12月21日 | THE IDOLM@STER SideM GROWING SIGN@L 15 Take a StuMp!                                        | 315 ALLSTARS | 「Take a StuMp!」                                                         | ゲーム『アイドルマスター SideM GROWING STARS』関連曲                                                              |
| 2023年   |                                                                                             | |                                                                           | |
| 2月11日  | THE IDOLM@STER SideM UNIT COLLECTION -Take a StuMp!-                                        | THE 虎牙道 | 「Take a StuMp!」                                                         | ゲーム『アイドルマスター SideM GROWING STARS』関連曲                                                              |
| 3月11日  | 幻想のUtopia/安寧のDystopia                                                                 | 天ヶ瀬冬馬（寺島拓篤）、伊集院北斗（神原大地）、都築圭（土岐隼一）、神楽麗（永野由祐）、渡辺みのり（高塚智人）、信玄誠司（増元拓也）、華村翔真（バレッタ裕）、清澄九郎（中田祐矢）、伊瀬谷四季（野上翔）、神谷幸広（狩野翔）、卯月巻緒（児玉卓也）、水嶋咲（小林大紀）、橘志狼（古畑恵介）、舞田類（榎木淳弥）、山下次郎（中島ヨシキ）、円城寺道流（濱野大輝）、兜大吾（浦尾岳大）、九十九一希（比留間俊哉）、葛之葉雨彦（笠間淳）、北村想楽（汐谷文康） | 「安寧のDystopia」                                                        | 舞台『THE IDOLM@STER SideM PASSIONABLE READING SHOW -超常事変〜対立スル正義〜-』エンディングテーマ                |
| 4月21日  | アオペラ -aoppella!?-5                                                                      | FYA'M' | 「カラフル」                                                              | 『アオペラ -aoppella!?-』関連曲                                                                                   |
| 9月27日  | アオペラ -aoppella!?-5.5                                                                    | リルハピ、FYA'M'、VadLip | 「5+6+6=Voice to Voice」                                                  | 『アオペラ -aoppella!?-』関連曲                                                                                   |
| 9月27日  | アオペラ -aoppella!?-5.5                                                                    | FYA'M' | 「5+6+6=Voice to Voice -Do The FYA'M'-」                                  | 『アオペラ -aoppella!?-』関連曲                                                                                   |
| 10月28日 | THE IDOLM@STER SideM 8th STAGE THEME SONG「Hands & Claps!」                                 | 315 ALLSTARS | 「Hands & Claps!」                                                        | ライブイベント『THE IDOLM@STER SideM 8th STAGE 〜ALL H@NDS TOGETHER〜』テーマソング                               |
| 10月28日 | THE IDOLM@STER SideM 8th STAGE THEME SONG「Hands & Claps!」                                 | 315 STARS（フィジカルVer.） | 「Hands & Claps!」                                                        | ライブイベント『THE IDOLM@STER SideM 8th STAGE 〜ALL H@NDS TOGETHER〜』テーマソング                               |
| 2024年   |                                                                                             | |                                                                           | |
| 2月10日  | 四心争乱 -天地一指-                                                                         | 山下次郎（中島ヨシキ）、葛之葉雨彦（笠間淳）、伊集院北斗（神原大地）、木村龍（濱健人）、円城寺道流（濱野大輝）、天ヶ瀬冬馬（寺島拓篤）、眉見鋭心（大塚剛央）、九十九一希（比留間俊哉）、神楽麗（永野由祐） | 「四心争乱 -天地一指-」                                                   | 朗読劇『THE IDOLM@STER SideM PASSIONABLE READING SHOW 〜天地四心伝〜』主題歌                                      |
| 2月10日  | 四心争乱 -天地一指-                                                                         | 山下次郎（中島ヨシキ）、葛之葉雨彦（笠間淳）、円城寺道流（濱野大輝）、天ヶ瀬冬馬（寺島拓篤）、眉見鋭心（大塚剛央） | 「Side 藍、紅、二藍」                                                     | 朗読劇『THE IDOLM@STER SideM PASSIONABLE READING SHOW 〜天地四心伝〜』主題歌                                      |
| 3月27日  | THE IDOLM@STER SideM CIRCLE OF DELIGHT 08 THE 虎牙道                                        | THE 虎牙道 | 「宵闇のイリュージョン」 「究極…FIGHTING」                                | 『アイドルマスター SideM』関連曲                                                                                  |
| 8月7日   | THE IDOLM@STER SideM F@NTASTIC COMBINATION 〜HEARTMAKER!!!!〜 -BELIEVER'S MATCH- THE 虎牙道 | W、THE 虎牙道 | 「vs.BELIEVERS」                                                          | ライブイベント『315 Production presents F＠NTASTIC COMBINATION LIVE 〜HEARTMAKER!!!!〜 -BELIEVER'S MATCH-』関連曲 |
| 8月7日   | THE IDOLM@STER SideM F@NTASTIC COMBINATION 〜HEARTMAKER!!!!〜 -BELIEVER'S MATCH- THE 虎牙道 | THE 虎牙道 | 「YELL OF DELIGHT」                                                       | ライブイベント『315 Production presents F＠NTASTIC COMBINATION LIVE 〜HEARTMAKER!!!!〜 -BELIEVER'S MATCH-』関連曲 |
| 8月7日   | THE IDOLM@STER SideM F@NTASTIC COMBINATION 〜HEARTMAKER!!!!〜 -BELIEVER'S MATCH- THE 虎牙道 | Beit、神速一魂、W、THE 虎牙道 | 「Beyond the Dream（HEARTMAKER!!!! Ver.）」                               | ライブイベント『315 Production presents F＠NTASTIC COMBINATION LIVE 〜HEARTMAKER!!!!〜 -BELIEVER'S MATCH-』関連曲 |
| 8月7日   | THE IDOLM@STER SideM F@NTASTIC COMBINATION 〜HEARTMAKER!!!!〜 -BELIEVER'S MATCH- W          | Beit、神速一魂、W、THE 虎牙道 | 「DRIVE A LIVE（HEARTMAKER!!!! Ver.）」                                   | ライブイベント『315 Production presents F＠NTASTIC COMBINATION LIVE 〜HEARTMAKER!!!!〜 -BELIEVER'S MATCH-』関連曲 |

### その他参加楽曲
| 発売日         | 商品名                                                                        | 歌                         | 楽曲                                           | 備考                                               |
| -------------- | ----------------------------------------------------------------------------- | -------------------------- | ---------------------------------------------- | -------------------------------------------------- |
| 2017年10月27日 | DOUBLE DARE COVERS                                                            | ボヤラジ                   | 「じれったい」 「接吻 KISS」                   | ラジオ『Voyage Wave』関連曲                        |
| 2018年12月26日 | ONLY LOVE/4 Me!!!!                                                            | M4!                        | 「ONLY LOVE〜君がくれた愛し方〜」 「4 Me!!!!」 | ラジオ『RADIO M4!!!!』関連曲                       |
| 2019年2月13日  | Gravity                                                                       | M4!                        | 「COUNTDOWN」 「Missing」 「Ray light」        | ラジオ『RADIO M4!!!!』関連曲                       |
| 2020年1月22日  | Dear my friend/My Sweet Shine                                                 | M4!                        | 「Dear my friend」 「My Sweet Shine」          | ラジオ『RADIO M4!!!!』関連曲                       |
| 2020年4月22日  | Advance                                                                       | M4!                        | 「Mirror World」 「4×U」 「YOUR HERO」         | ラジオ『RADIO M4!!!!』関連曲                       |
| 2020年10月7日  | それゆけ!学級委員長                                                           | 月ノ美兎 / 台詞 - 濱野大輝 | 「それゆけ!学級委員長」                        |                                                    |
| 2021年2月3日   | ダイヤモンドダスト                                                            | M4!                        | 「ダイヤモンドダスト」                         | ラジオ『RADIO M4!!!!』関連曲                       |
| 2022年5月25日  | 暴太郎戦隊ドンブラザーズ EP vol.1                                             | 濱野大輝                   | 「出陣！ドンオニタイジン」                     | 特撮テレビドラマ『暴太郎戦隊ドンブラザーズ』挿入歌 |
| 2022年7月27日  | [Re:collection] HIT SONG cover series feat.voice actors 〜90's-00's EDITION〜 | 濱野大輝                   | 「あの紙ヒコーキ くもり空わって」              |                                                    |